# آریستی بریا
آریستی بریا (فرانسوی: Aristide Briand‎؛ ۲۸ مارس ۱۸۶۲ – ۷ مارس ۱۹۳۲) یک سیاست‌مدار، دولت‌مرد، خبرنگار، و دیپلمات اهل فرانسه بود. وی سه دوره در جمهوری فرانسه به صدارت رسید و به عنوان نخست‌وزیر فرانسه خدمت کرد و در سال ۱۹۲۶ برنده جایزه صلح نوبل شد.